# Scopula costata
Scopula costata là một loài bướm đêm trong họ Geometridae.